# Железнодорожная линия Яункалснава — Весета
Железнодорожная линия Яункалснава — Весета — железнодорожная линия протяжённостью 14 километров. Соединяет станцию Яункалснава с Весетским карьером, где оборудована станция Весета. Проходит по территории Плявиньского и Мадонского краёв.

## История
Линия построена в 1980 гг.. Линия грузовая, пассажирское движение по ней не осуществлялось никогда. Весетский карьер, в котором добывается щебень для нужд железнодорожного строительства (балласта), принадлежит ГАО «Латвияс дзелзцельш», которое добывает здесь около 7000 вагонов щебня в год. Станции Яункалснава и Весета производят также техобслуживание подвижного состава. Максимальная скорость на линии не должна превышать 25 км/ч.

## Станции и остановочные пункты
Станции: Яункалснава — Весета.

## Галерея

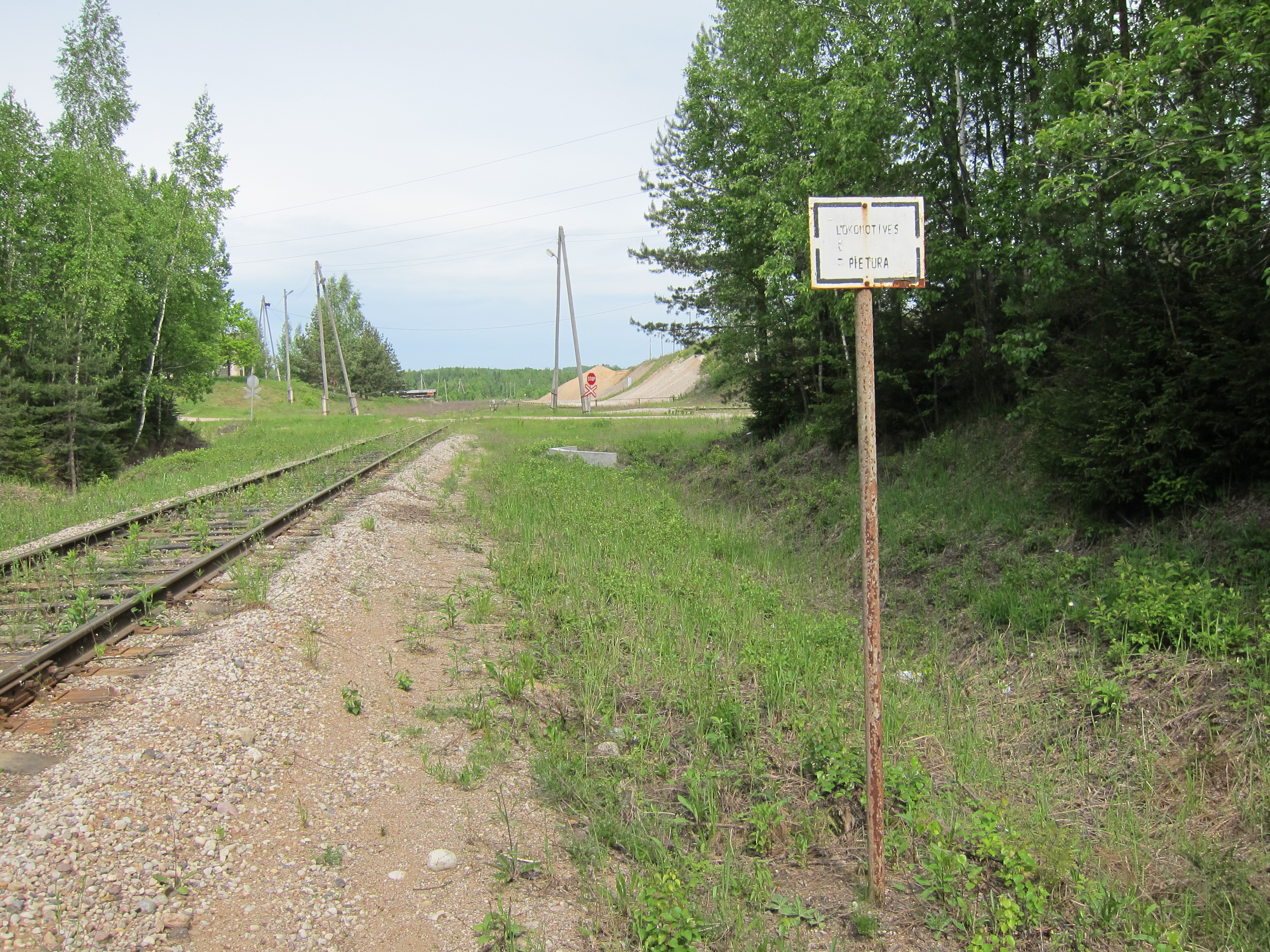
Остановка локомотивов перед станцией Весета.
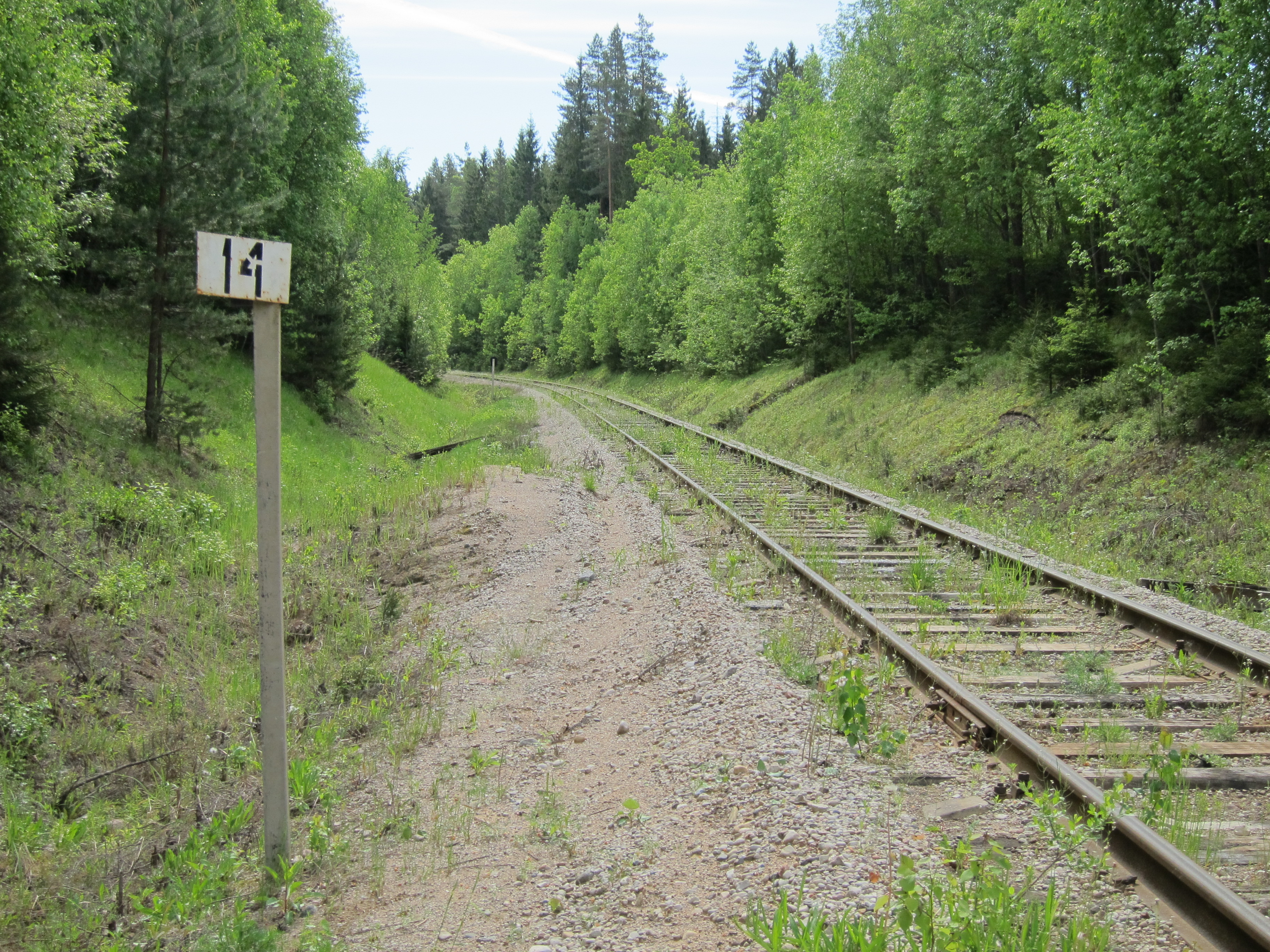
14-й км линии.
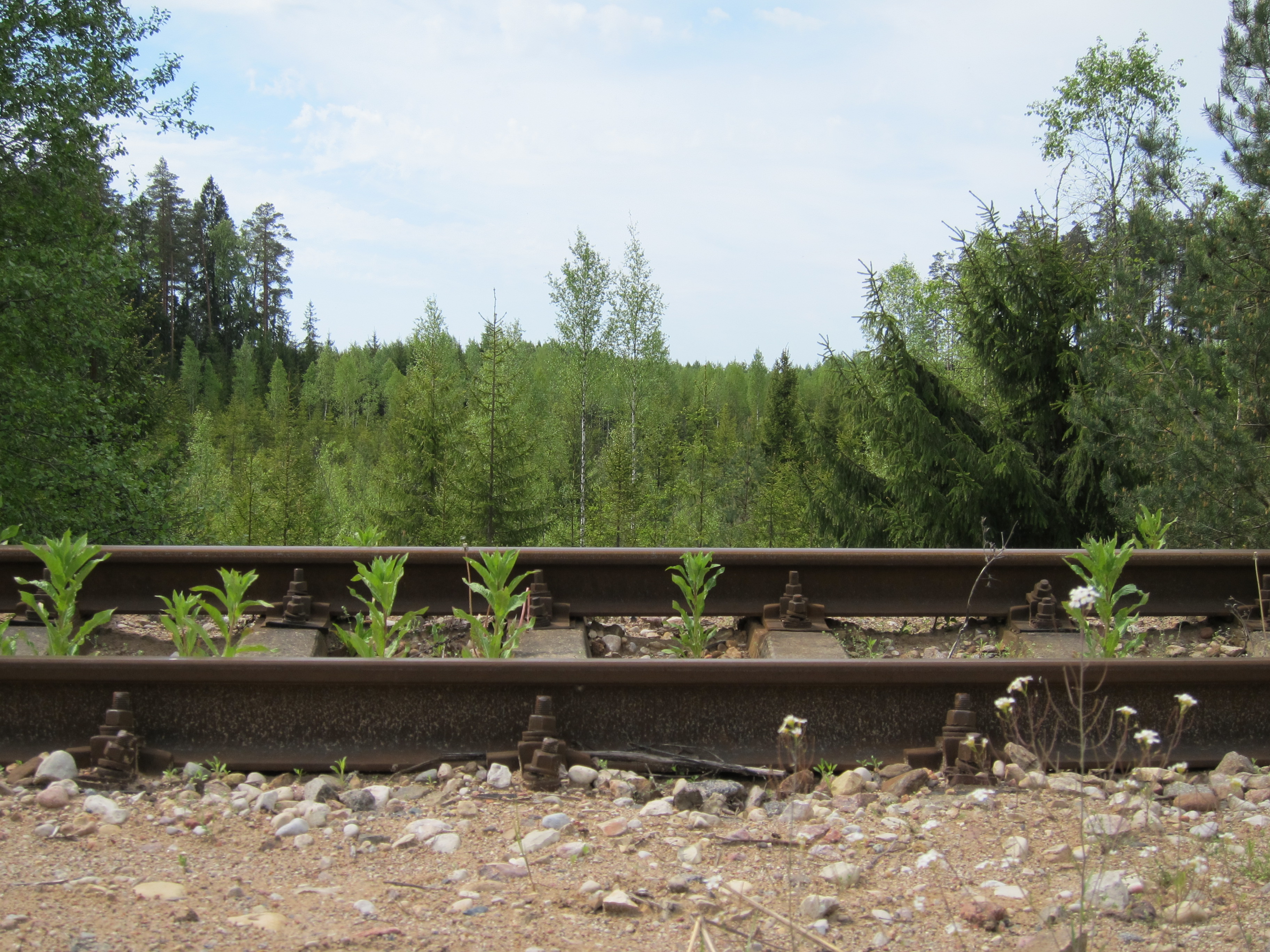
Линия Яункалснава — Весета.
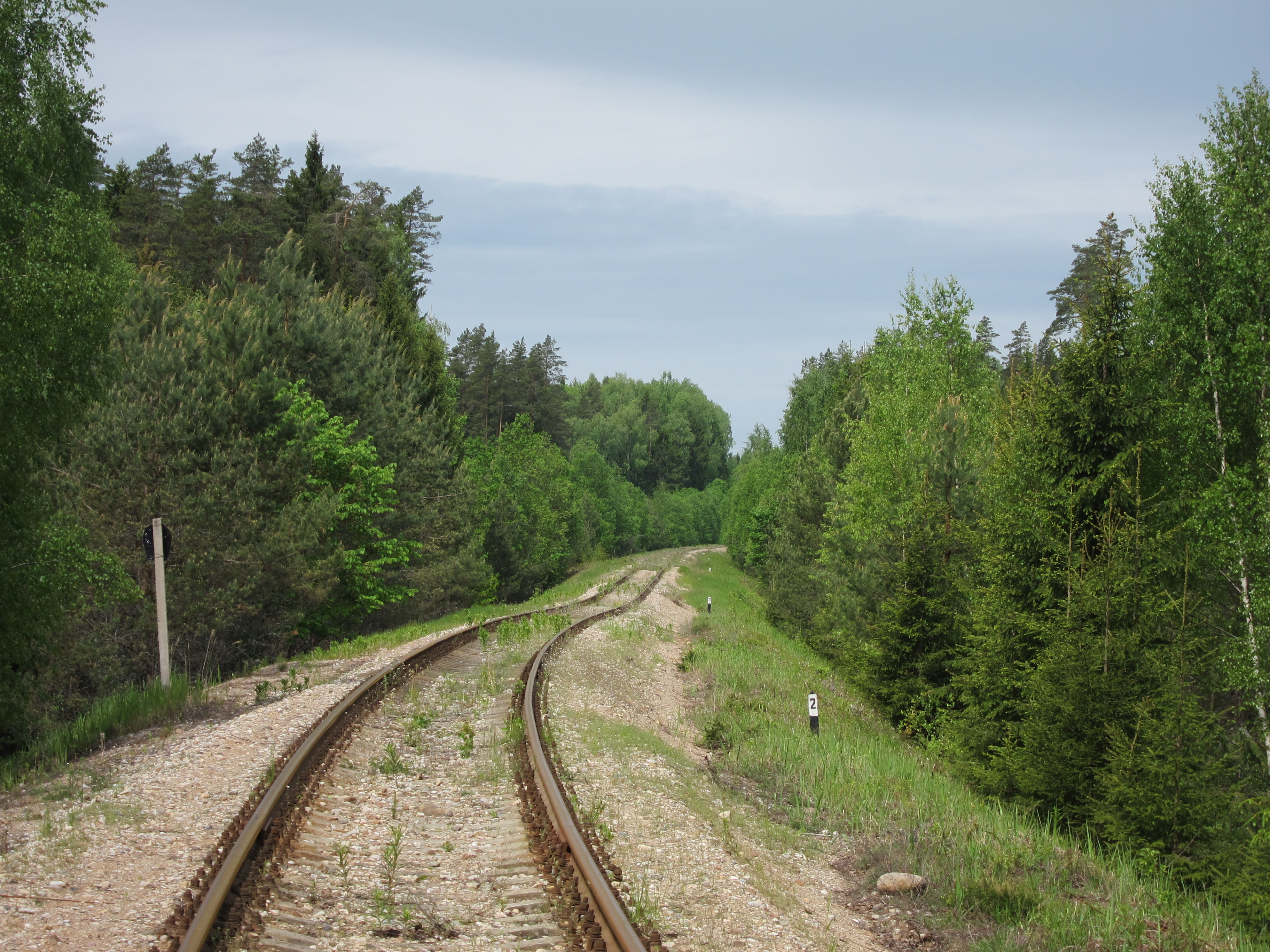
Рельеф линии.
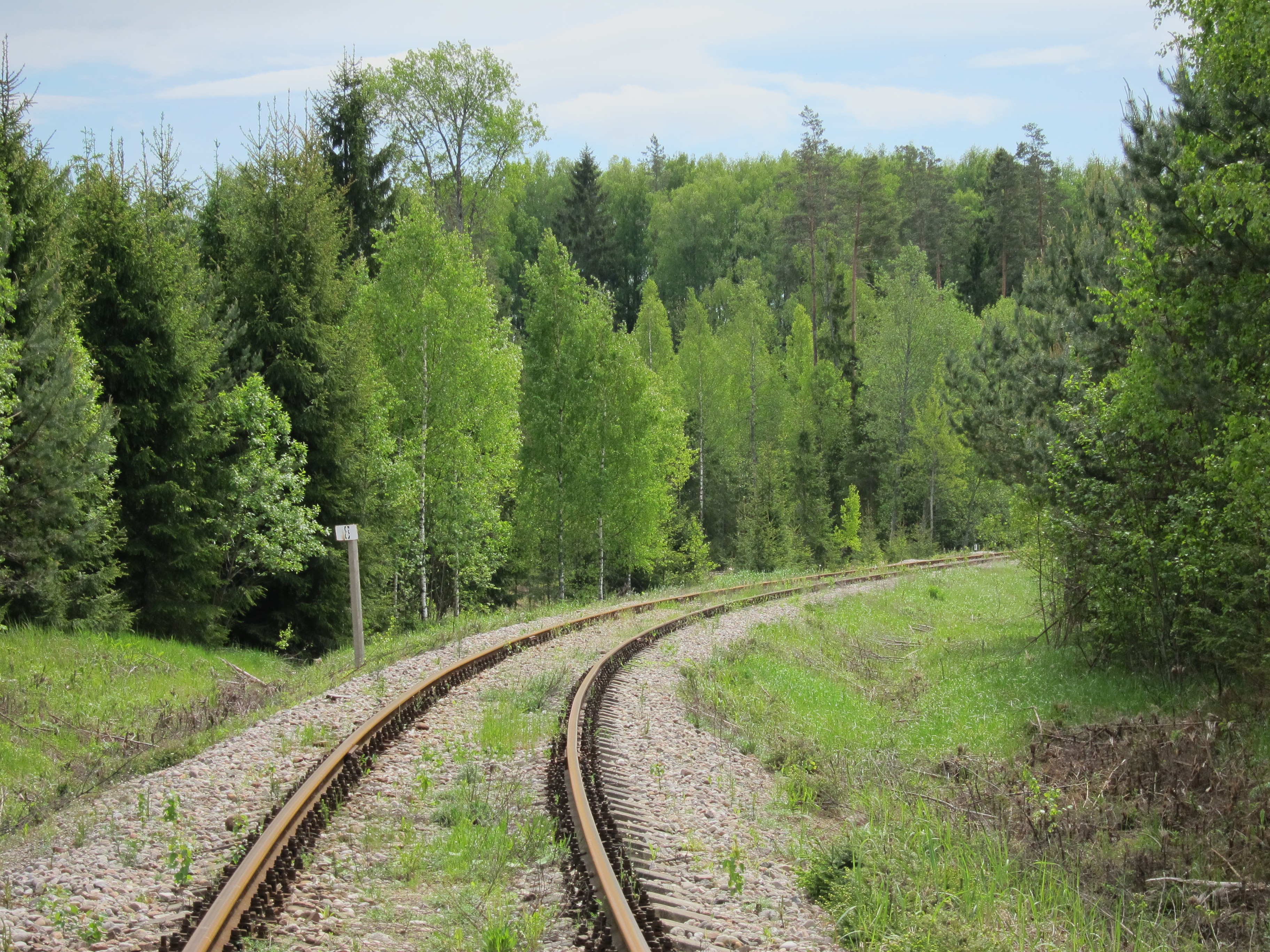
8-й км линии.
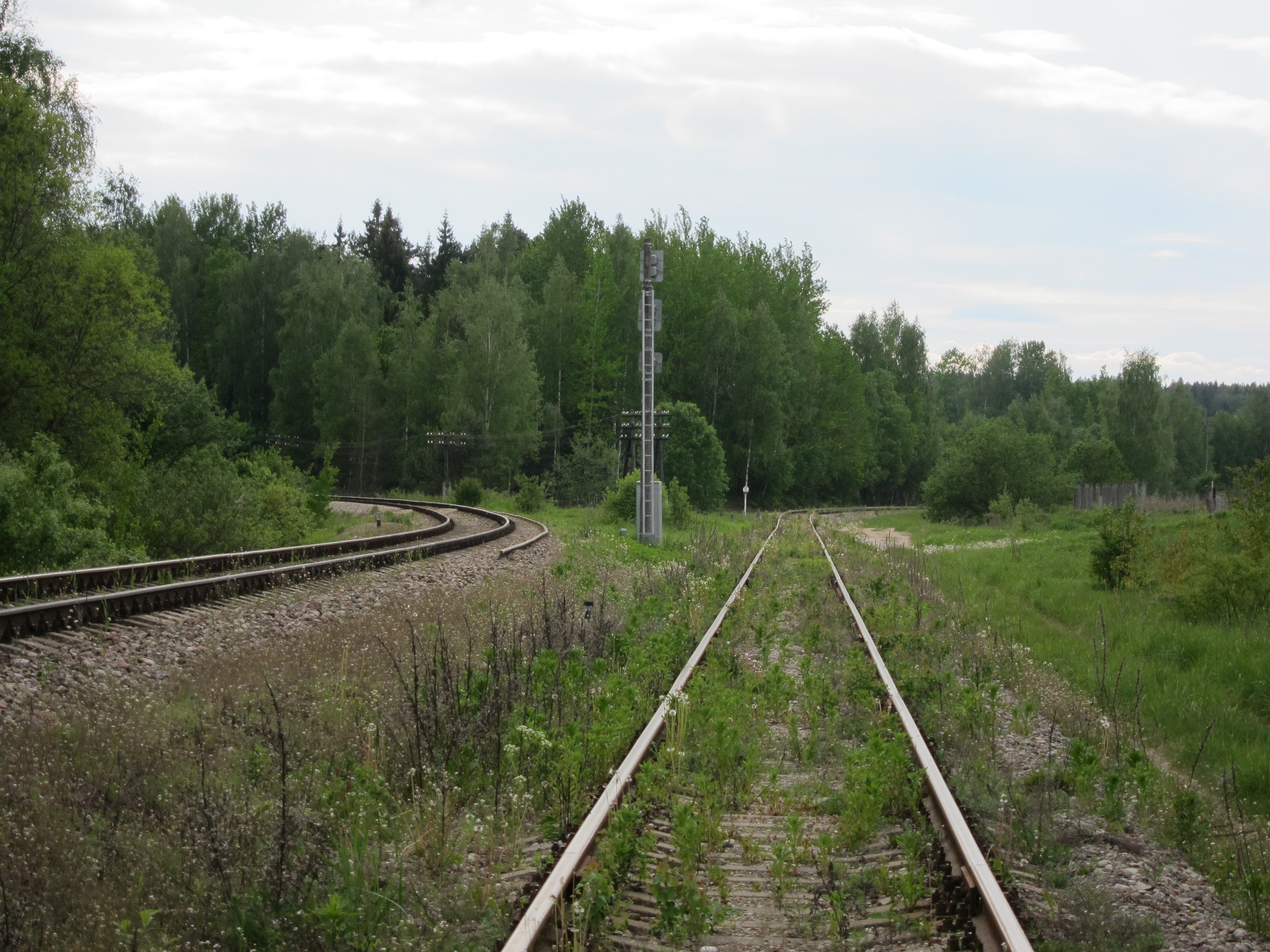
Здесь линии Плявиняс — Гулбене (слева) и Яункалснава — Весета расходятся.
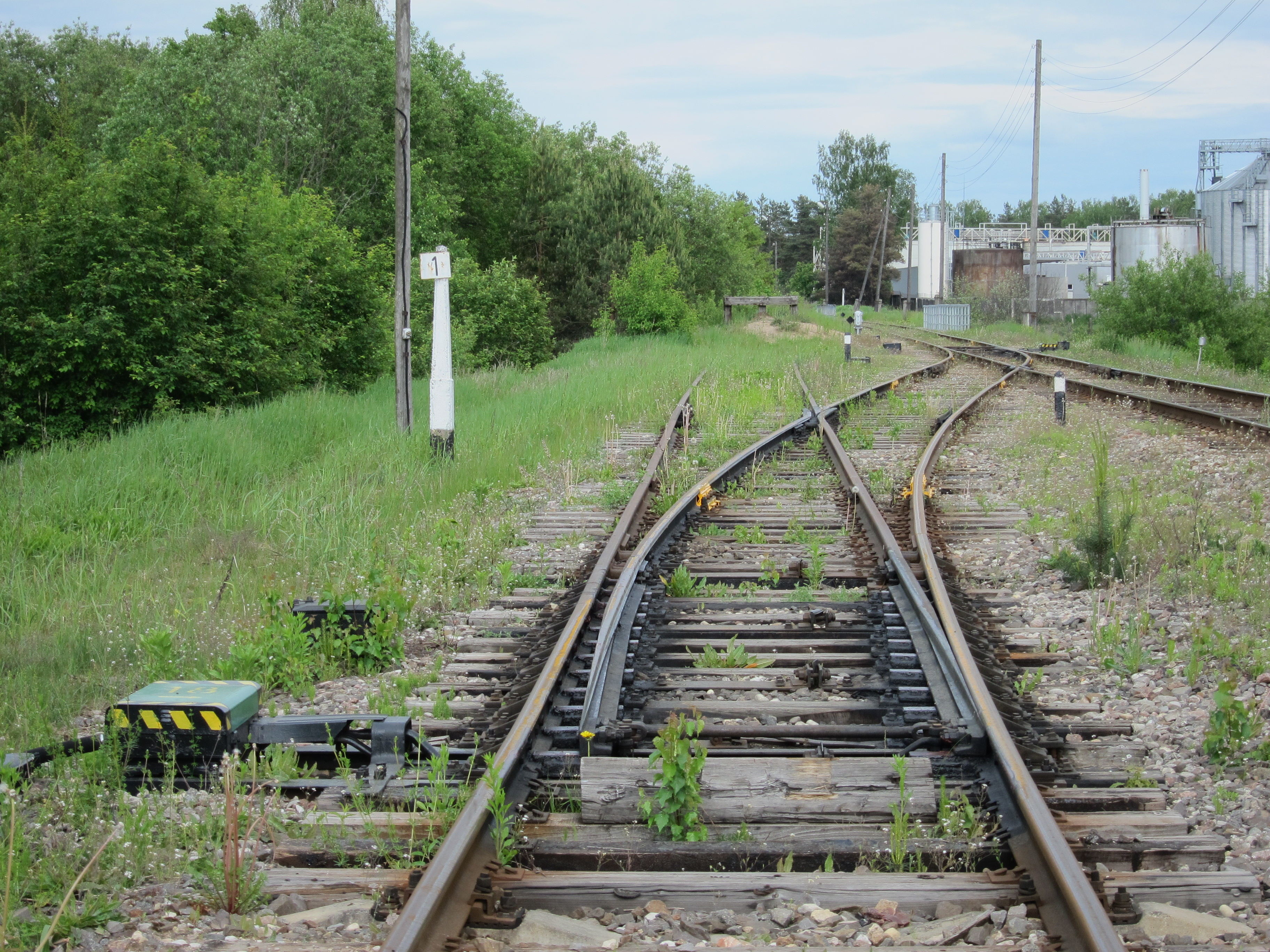
Линия Яункалснава — Весета в месте ответвления. Стрелка в защитный тупик.
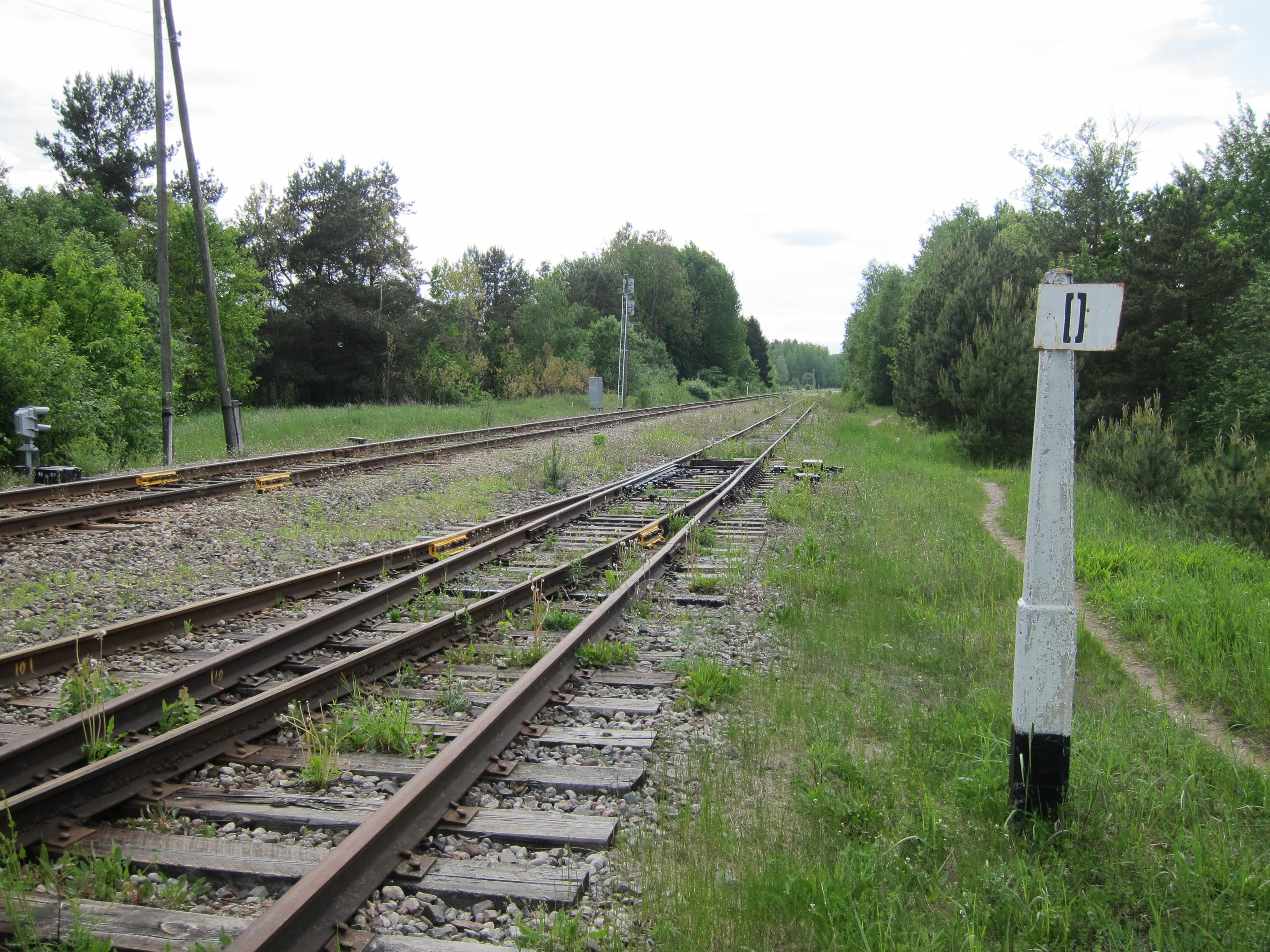
Линия Яункалснава — Весета в месте ответвления (0 км). Слева пути линии Плявиняс — Гулбене